# Glænø
Glænø är en ö i Danmark.   Den ligger i Region Själland, i den sydöstra delen av landet. Arean är 4,0 kvadratkilometer och det bor 42 personer på ön (2020).
Terrängen på Glænø är mycket platt. Öns högsta punkt är Bavnebanke, 26 meter över havet. Den sträcker sig 2,3 kilometer i nord-sydlig riktning, och 2,9 kilometer i öst-västlig riktning.
Såväl väster om som öster om Glænø finns det sandbanksöar, Vesterfed och Østerfed.
Glænø har förbindelse med fastlandet (Själland) via en 100 meter lång vägbank.